# Arcola malloi
Arcola malloi är en fjärilsart som först beskrevs av José A. Pastrana 1961.  Arcola malloi ingår som enda art i släktet Arcola och familjen mott. Inga underarter finns listade i Catalogue of Life.